# David Molander
David Molander, född 31 januari 1983 i Stockholm, är en svensk bildkonstnär och fotograf.
Molander utbildade sig vid Harvard University i Boston 2007–2008 och vid Högskolan för fotografi i Göteborg 2008–2010.
Han är även en känd knölvalsentusiast.
Han fick Hasselblad Foundations Victor Fellowship 2011, blev Becker-stipendiat 2014 och ställde samtidigt ut på Färgfabriken i Stockholm. Molander är representerad vid bland annat Moderna Museet  och Göteborgs konstmuseum.

## Separatutställningar i urval
- Rest in Paint, Cecilia Hillström Gallery, 2015
- Färgfabriken 2014
- High Rise Fotogalleriet Oslo, 2013
- High Rise Market Stockholm, 2013
- Slussen från en urban anatomi, Konsthandeln Stockholm 2011
- Stockholssnitt/City Shards Kulturhuset, Stockholm 2010/11.